# Matthias Wunsch
Matthias Wunsch ist ein deutscher Philosoph.

## Leben
Nach dem Studium der Informatik von 1988 bis 1996 an der TU Berlin (Diplom-Informatiker) und der Philosophie von 1991 bis 1998 ebendort, war er von 1999 bis 2005 im Bereich der Philosophie an der Technischen Universität Berlin tätig. Seine Promotion erfolgte 2005 mit der Dissertation Einbildungskraft und Erfahrung bei Kant. Die Habilitation erfolgte 2013 an der Universität Wuppertal mit der Arbeit Fragen nach dem Menschen: philosophische Anthropologie, Daseinsontologie und Kulturphilosophie. Er erhielt die venia legendi für das Gesamtfach Philosophie. An der Universität in Wuppertal war er von 2013 bis 2019 Privatdozent der Philosophie. Von 2016 bis 2018 war er Gastprofessor für Philosophie am Humboldt-Studienzentrum für Philosophie und Geisteswissenschaften der Universität Ulm.
Wunsch ist seit 2019 Professor für Theoretische Philosophie an der Universität Rostock. Den Lehrstuhl vertrat er zuvor seit Oktober 2018.

## Schriften (Auswahl)
- Einbildungskraft und Erfahrung bei Kant. Berlin 2007, ISBN 3-11-019317-5.
- „Welt“ in Heideggers metaphysischer Periode. Rostock 2013, ISBN 978-3-86009-379-5.
- Fragen nach dem Menschen. Philosophische Anthropologie, Daseinsontologie und Kulturphilosophie. Frankfurt am Main 2014, ISBN 978-3-465-03873-3.
- Hrsg.: Von Hegel zur philosophischen Anthropologie. Gedenkband für Christa Hackenesch. Würzburg 2012, ISBN 978-3-8260-4742-8.
- Hrsg. mit Jörn Bohr Kulturanthropologie als Philosophie des Schöpferischen. Verlag Traugott Bautz, Nordhausen 2015, ISBN 978-3-88309-974-3.
- Hrsg. mit Martin Böhnert, Kristian Köchy: Philosophie der Tierforschung. Drei Bände. Alber, Freiburg / München 2016–2018, ISBN 978-3-495-81131-3.